# Sergei Anatoljewitsch Komarow
Sergei Anatoljewitsch Komarow (russisch Сергей Анатольевич Комаров, englisch Sergey Anatolyevich Komarov; * 9. Dezember 1983 in Moskau, Sowjetunion) ist ein ehemaliger russischer Skirennläufer.

## Karriere
Komarow gab sein internationales Renndebüt am 25. November 1998 bei einem FIS-Rennen in Norwegen. Sein erstes internationales Großereignis bestritt er drei Jahre später bei den Juniorenweltmeisterschaften in Verbier, wobei er als beste Platzierung jeweils Rang 35 in Abfahrt bzw. Super-G erreichte.
Im darauffolgenden Jahr wurde Komarow für die Olympischen Winterspiele in Salt Lake City nominiert, wobei er in der Alpinen Kombination mit dem 22. Platz sein bestes Ergebnis erreichte. Zu Ende des Winters wurde er erstmals russischer Meister in der Abfahrt und im Riesenslalom.
Am 27. Oktober 2002 startete er beim Riesenslalom von Sölden erstmals bei einem Weltcuprennen, konnte sich dabei jedoch nicht für den zweiten Durchgang qualifizieren. Der Winter 2002/03 sollte für Komarow der erfolgreichste seiner Karriere werden. So gewann er bei der Winter-Universiade in Tarvis die Goldmedaille im Super-G sowie Silber in der Alpinen Kombination. Nur zwei Monate später, bei den Juniorenweltmeisterschaften in Briançonnais gewann er mit Silber in Abfahrt bzw. Super-G erneut zwei Medaillen.
Trotz dieser ersten Erfolge nahm Komarows Karriere jedoch nie wirklich Fahrt auf. So erreichte er eine einzige Zielankunft bei einem Weltcuprennen. Am 19. Dezember 2003 belegte er beim Super-G von Gröden den 54. und letzten Platz. Dies war zugleich auch sein letzter Start bei einem Weltcuprennen.
In den darauffolgenden Jahren startete Komarow abgesehen von internationalen Großereignissen, hauptsächlich bei FIS-Rennen sowie im Europacup, wobei auch dort nennenswerte Erfolge ausblieben.
Am 31. Januar 2006 bestritt Komarow sein letztes Rennen in Cortina d’Ampezzo, danach trat er nicht mehr als Rennläufer in Erscheinung.
Später arbeitete Komarow als Trainer beim russischen Skiverband.

## Erfolge

### Olympische Winterspiele
- Salt Lake City 2002: 22. Alpine Kombination, 40. Riesenslalom, 44. Abfahrt, DNF Super-G

### Weltmeisterschaften
- St. Moritz 2003: 27. Alpine Kombination, 36. Abfahrt, 36. Riesenslalom, DNF Super-G, DNS Slalom
- Bormio 2005: 39. Super-G, DNF Alpine Kombination

### Juniorenweltmeisterschaften
- Verbier 2001: 35. Abfahrt, 35. Super-G, 41. Slalom, DNF Riesenslalom
- Tarvis 2002: 14. Alpine Kombination, 18. Abfahrt, 18. Super-G, 34. Slalom
- Briançonnais 2003: 2. Abfahrt, 2. Super-G, 7. Alpine Kombination, 15. Riesenslalom, 31. Slalom

### Europacup
- Eine Platzierung unter den besten 10

### Universiade
- Tarvis 2003: 1. Super-G, 2. Alpine Kombination, 5. Abfahrt, 8. Riesenslalom, 20. Slalom
- Innsbruck 2005: 6. Abfahrt, 20. Riesenslalom, DNF Super-G, DNF Slalom

### Weitere Erfolge
- 6 Siege bei FIS-Rennen
- Russischer Meister in der Abfahrt (2004)
- Russischer Meister im Riesenslalom (2002, 2004)
- Russischer Vizemeister in der Abfahrt (2002)
- Bronze bei den russischen Meisterschaften in der Abfahrt (2000)
- Bronze bei den russischen Meisterschaften im Super-G (2004)